# یواس‌اس بث (ای‌کی-۴)
یواس‌اس بث (ای‌کی-۴) (به انگلیسی: USS Bath (AK-4)) یک کشتی بود که طول آن ۳۴۴ فوت (۱۰۵ متر) بود. این کشتی در سال ۱۹۱۳ ساخته شد.